# 로스티슬라우 자울리치니
로스티슬라우 미로슬라보비치 자울리치니(우크라이나어: Ростисла́в Миросла́вович Зау́личний, 러시아어: Ростисла́в Миросла́вович Зау́личный 로스티슬라프 미로슬라보비치 자울리치니[*], 1968년 9월 6일~)는 우크라이나의 전직 권투 선수이다. 1992년 하계 올림픽에서 라이트헤비급 은메달을 획득했고 세계 선수권 대회에서 동메달 1개, 유럽 선수권 대회에서 동메달 2개를 획득했다.